# Nazionale maschile di baseball della Colombia
La nazionale maschile di baseball della Colombia rappresenta la Colombia nelle competizioni internazionali.

## Piazzamenti

### World Baseball Classic
- 2017: 11°, eliminata nella prima fase
- 2023: 18°, eliminata nella prima fase

### Campionato mondiale di baseball
- 1944 : 6°
- 1945 :  2°
- 1947 :  1°
- 1948 :  3°
- 1950 : 6°
- 1951 : 8°
- 1952 : 8°
- 1953 : 7°
- 1961 : non presente
- 1965 :  1°

- 1969 : 8°
- 1970 : 4°
- 1971 :  2°
- 1973 : 4°
- 1974 :  3°
- 1976 : 8°
- 1980 : 9°
- 1986 : 10°
- 1994 : 12°
- 2005 : 16°

### Giochi Panamericani
- 1971:  3°
- 2015: 7°
- 2019: 4°
- 2023:  1°

### Coppa Intercontinentale
- 1975: 8°
- 1977: 5°